# Oscilador local

osclidaor local

Un oscilador local es un oscilador electrónico utilizado para generar una señal, normalmente con el propósito de convertir una señal de interés a una frecuencia diferente usando un mezclador. Este proceso de conversión de frecuencia, también conocido como heterodino, produce la suma y diferencia de frecuencias de la frecuencia del oscilador local y la frecuencia de la señal de entrada de interés. Estas son las frecuencias de batido. Normalmente, la frecuencia de batido se asocia con la menor banda lateral, la diferencia entre los dos.
Los osciladores locales se utilizan en el receptor superheterodino, el tipo más común de circuito de receptor de radio. También se utiliza en muchos otros circuitos de comunicación como módems , decodificadores de televisión por cable, sistemas de multiplexación por división de frecuencia utilizado en líneas troncales de telefonía, relé de microondas, sistemas de telemetría, relojes atómicos, radiotelescopios y sistemas de contramedidas electrónicas militares (sistema de eliminación de interferencias).
El rendimiento de un sistema de procesamiento de la señal depende de las características del oscilador local. El oscilador local debe permanecer estable en la frecuencia. Debe producir suficiente potencia para conducir eficazmente las etapas subsiguientes, tales como mezcladores o multiplicadores de frecuencia. Se debe tener bajo ruido de fase, donde la temporización de la señal es crítica. En un sistema receptor canalizado, la precisión de sintonización del sintetizador de frecuencia debe ser compatible con el espaciado de canales de las señales deseadas.
Un oscilador de cristal es un tipo común de oscilador local que proporciona una buena estabilidad y rendimiento a un coste relativamente bajo, pero el cambiando la frecuencia, requiere cambiar el cristal. La sintonización a diferentes frecuencias requiere un oscilador de frecuencia variable,  que implica compromiso entre la estabilidad y la capacidad de ajuste. Con el advenimiento de la microelectrónica digital de alta velocidad, los sistemas modernos pueden utilizar sintetizadores de frecuencia para obtener un oscilador local sintonizable estable, pero se debe tener cuidado todavía para mantener el ruido adecuados.